# Горещници
Горѐщниците (Горѐшляци, Чу̀реци, Блъ̀съци, Гѐрмановци) са три дни в края на месец юли (28 – 30 юли в григорианския или 15 – 17 юли в юлианския календар) в българския народен календар, празнуван в чест на огъня и главно за предпазване от огън и мълнии.
Периодът съвпада с църковните празници на мъчениците Кирик и Юлита, Атиноген и Марина Антиохийска, наричана също Марина Огнена.

## Обичаи
Обичаят е разпространен основно в Северна и Западна България, както и в югозападните български етнични територии. Според народното вярване Горещниците са най-горещите дни в годината. Тези три дни имат собствени имена. В Северна България те са: Чурлѝга, Пърлѝга и Марина Огнена, а в Южна – Лю̀та, Чуру̀та (Чюру̀ка) и Опалена Мария. В този период се забранява всякаква полска и домашна работа, тъй като се смята, че иначе огън ще изгори къщата или имота (стоката). Вярва се, че нивата (и особено ожънатите снопи) се запалвали от само себе си, тъй като огън слизал от небето. Забранява се изнасянето на огън извън къщата. Най-строго се пазят първият и последният горещник. Вярването, че огънят слиза сам от небето (обикновено под формата на светкавица), обуславя и локалните имена Блъсъци и Германовци (тъй като се вярва, че св. Герман е един от повелителите на гърма).
В Елинпелинско (с. Желява и др.) по тези три дни се гадае какво ще бъде времето през месеците януари, февруари и март, първият, вторият и третият горещник отговарят съответно на месеците януари, февруари и март. Ако горещникът е топъл, то и времето през съответния месец ще е меко, ако е хладен – предвещава студ и виелици. Във Велешко на този ден празнуват занаятчиите, чиито професии са свързани с огън. През тези дни хората се къпят в лековити извори, защото се вярва, че тогава силата им е особено голяма.
В по-старо време на първия ден вечерта се изгася огънят във всички огнища в селището, на втория не се пали никакъв огън, а на третия (Св. Марина) всред селото се пали нов огън (жив огън, божи огън), от който взимат всички стопани и подновяват огъня в своите огнища. Това е свързано с вярването, че на този ден от небето сам пада огън и че Света Марина е повелителка на огъня.